# سد مشرع حمادي
سد مشرع حمادي شيد هذا السد الذي يبلغ علوه 56 مترا سنة 1956 على نهر ملوية، وتبلغ سعته العادية 6.6 مليون متر مكعب ويشكل في نفس الوقت خزانا للتخفيف من حمولة سد محمد الخامس، يقع بالجماعة الترابية لمشرع حمادي إقليم تاوريرت بالجهة الشرقية يعتبر من أهم السدود الموجودة بالمغرب للدور الذي يقوم به في سقي سهول بركان أكليم ومداغ والناظور ومنطقة بوعرك وزايو، كما يعد هذا السد المصدر الأساسي لتزويد أكبر عدد من سكان مدينة وجدة وتاوريرت والعيون الشرقية بالماء الشروب.